# Bump'n Jump
Bump 'n' Jump é um jogo eletrônico de combate veicular com visão aérea desenvolvido pela Data East Corporation em 1982 como arcade e originalmente lançado no Japão como Burnin' Rubber.
Em Bump 'n' Jump, a namorada do protagonista foi sequestrada pelo Black Arms Corps, e o jogador deve correr para salvá-la. O objetivo é dirigir um carro até o final de um percurso e passar pelos obstáculos, enquanto colide com inimigos nas laterais da pista e salta sobre pontes e rios.

## Recepção
No Japão, Burnin' Rubber foi o nono jogo de arcade de maior rendimento em 1982. Nos Estados Unidos, Bump 'n' Jump esteve entre os treze jogos de arcade de maior rendimento de 1983.